# Adam Eckersley
Adam Eckersley (Manchester, 7 settembre 1985) è un ex calciatore inglese, di ruolo difensore.

## Carriera

### Nazionale
Ha giocato nelle nazionali giovanili inglesi Under-16, Under-17 ed Under-18.

## Palmarès

### Club

#### Competizioni nazionali
- Coppa di Scozia: 1

Hibernian: 2015-2016
- Scottish Championship: 2

Hearts: 2014-2015
St. Mirren: 2017-2018
- Coppa d'Inghilterra: 1

Manchester United: 2003-2004
- Community Shield: 1

Manchester United: 2003
- 1. Division: 2

Horsens: 2009-2010
Aarhus: 2010-2011